# Teorema di Radon-Nikodym
In matematica, in particolare in teoria della misura, il teorema di Radon-Nikodym è un risultato di notevole importanza nell'ambito delle misure assolutamente continue.
Il teorema è di particolare importanza nella teoria della probabilità, in quanto estende l'idea di misure discrete e misure continue di probabilità attraverso il concetto di misura di probabilità su un insieme arbitrario. Tra le applicazioni del teorema vi è inoltre la matematica finanziaria, che lo utilizza nel prezzamento dei derivati.

## Il teorema
Il teorema di Radon–Nikodym afferma che se una misura {\displaystyle \nu } su uno spazio misurabile {\displaystyle (X,\Sigma )} è assolutamente continua rispetto ad una misura {\displaystyle \mu } sigma-finita sullo stesso spazio, allora esiste una funzione misurabile {\displaystyle f} definita su {\displaystyle X} a valori non negativi tale che:
{\displaystyle \nu (A)=\int _{A}fd\mu }
per ogni insieme {\displaystyle A\in \Sigma }.
Il teorema è stato dimostrato da Johann Radon nel 1913 nel caso {\displaystyle X=\mathbb {R} ^{n}} e generalizzato da Otto Nikodym nel 1930.
La funzione {\displaystyle f} si dice derivata di Radon-Nikodym di {\displaystyle \nu } rispetto {\displaystyle \mu } e si indica con {\displaystyle d\nu  \over d\mu }.

## Proprietà della derivata di Radon-Nikodym
La derivata di Radon-Nikodym gode delle seguenti proprietà:
- Se {\displaystyle \nu \ll \mu } e {\displaystyle \lambda \ll \mu } allora:

{\displaystyle {d(\nu +\lambda ) \over d\mu }={d\nu  \over d\mu }+{d\lambda  \over d\mu }}
- Se {\displaystyle \nu \ll \mu \ll \sigma } allora:

{\displaystyle {d\nu  \over d\sigma }={d\nu  \over d\mu }{d\mu  \over d\sigma }}
- Se g è una funzione {\displaystyle \nu }-integrabile su X e {\displaystyle \nu \ll \mu }, con {\displaystyle f=d\nu /d\mu } allora:

{\displaystyle \int gd\nu =\int gfd\mu }
- Se {\displaystyle \nu } è una misura con segno o complessa finita allora:

{\displaystyle {d|\nu | \over d\mu }=\left|{d\nu  \over d\mu }\right|}

## Dimostrazione
La dimostrazione riportata nel seguito si svolge nell'ambito della teoria della misura. Esiste un'altra dimostrazione, dovuta a John von Neumann, ambientata in spazi di Hilbert.

### Misure finite
Per mostrare l'esistenza della derivata di Radon-Nikodym, siano {\displaystyle \mu } e {\displaystyle \nu } misure finite non negative, e sia {\displaystyle F} l'insieme delle funzioni misurabili {\displaystyle f:X\to [0,+\infty )} che soddisfano:
{\displaystyle \int _{A}f\,d\mu \leq \nu (A)\qquad \forall A\in \Sigma }
L'insieme {\displaystyle F} non è vuoto, poiché contiene almeno la funzione nulla. Siano {\displaystyle f_{1},f_{2}\in F}, {\displaystyle A} un insieme misurabile e:
{\displaystyle A_{1}=\{x\in A:f_{1}(x)>f_{2}(x)\}\qquad A_{2}=\{x\in A:f_{2}(x)\geq f_{1}(x)\}}
Allora si ha:
{\displaystyle \int _{A}\max\{f_{1},f_{2}\}\,d\mu =\int _{A_{1}}f_{1}\,d\mu +\int _{A_{2}}f_{2}\,d\mu \leq \nu (A_{1})+\nu (A_{2})=\nu (A)}
e dunque {\displaystyle \max\{f_{1},f_{2}\}\in F}.
Sia ora {\displaystyle \{f_{n}\}} una successione di funzioni in {\displaystyle F} tali che:
{\displaystyle \lim _{n\to \infty }\int _{X}f_{n}\,d\mu =\sup _{f\in F}\int _{X}f\,d\mu }
Sostituendo {\displaystyle f_{n}} con il max delle prime n funzioni si può assumere che la successione {\displaystyle \{f_{n}\}} è crescente. Sia {\displaystyle g} la funzione definita come:
{\displaystyle g(x):=\lim _{n\to \infty }f_{n}(x)}
Per mostrare che {\displaystyle g} è la funzione cercata, cioè che il suo integrale su {\displaystyle A} rispetto a {\displaystyle \mu } vale esattamente {\displaystyle \nu (A)}, si nota che dal teorema della convergenza monotona per l'integrale di Lebesgue:
{\displaystyle \int _{A}g\,d\mu =\lim _{n\to \infty }\int _{A}f_{n}\,d\mu \leq \nu (A)\qquad \forall A\in \Sigma }
e quindi {\displaystyle g\in F}. Inoltre, dalla costruzione di {\displaystyle g} segue:
{\displaystyle \int _{X}g\,d\mu =\sup _{f\in F}\int _{X}f\,d\mu }
Dato che {\displaystyle g\in F} succede che la scrittura:
{\displaystyle \nu _{0}(A):=\nu (A)-\int _{A}g\,d\mu }
definisce una misura non negativa su {\displaystyle \Sigma }. Supponendo quindi per assurdo {\displaystyle \nu _{0}\neq 0}, dato che {\displaystyle \mu } è finita c'è un {\displaystyle \varepsilon >0} tale che {\displaystyle \nu _{0}(X)>\varepsilon \mu (X)}. Sia allora {\displaystyle (P,N)} la decomposizione di Hahn per la misura con segno {\displaystyle \nu _{0}-\varepsilon \mu }. Per ogni {\displaystyle A\in \Sigma } si ha:
{\displaystyle \nu _{0}(A\cap P)\geq \varepsilon \mu (A\cap P)}
e quindi:
{\displaystyle {\begin{aligned}\nu (A)&=\int _{A}g\,d\mu +\nu _{0}(A)\geq \int _{A}g\,d\mu +\nu _{0}(A\cap P)\\&\geq \int _{A}g\,d\mu +\varepsilon \mu (A\cap P)=\int _{A}(g+\varepsilon 1_{P})\,d\mu \\\end{aligned}}}
dove {\displaystyle 1_{P}} è la funzione indicatrice relativa all'insieme {\displaystyle P}. Essendo che:
{\displaystyle \int _{X}(g+\varepsilon 1_{P})\,d\mu \leq \nu (X)<+\infty }
la funzione {\displaystyle g+\varepsilon 1_{P}\in F} e soddisfa:
{\displaystyle \int _{X}(g+\varepsilon 1_{P})\,d\mu >\int _{X}g\,d\mu =\sup _{f\in F}\int _{X}f\,d\mu }
ma questo è impossibile, e quindi l'assunzione iniziale che {\displaystyle \nu _{0}\neq 0} deve essere falsa.
Dato che {\displaystyle g} è μ-integrabile, l'insieme {\displaystyle \{x\in X:g(x)=+\infty \}} è μ-nullo. Quindi {\displaystyle f} è definita come:
{\displaystyle f(x)={\begin{cases}g(x)&{\text{se }}g(x)<\infty \\0&{\text{altrimenti}}\end{cases}}}
e possiede le proprietà richieste.
Come per l'esistenza, siano {\displaystyle f,g:X\to [0,+\infty )} due funzioni misurabili che soddisfano:
{\displaystyle \nu (A)=\int _{A}f\,d\mu =\int _{A}g\,d\mu }
per ogni insieme misurabile {\displaystyle A}. Quindi {\displaystyle g-f} è integrabile rispetto a {\displaystyle \mu } e:
{\displaystyle \int _{A}(g-f)\,d\mu =0}
In particolare, questo succede per {\displaystyle A=\{x\in X:f(x)>g(x)\}} o {\displaystyle A=\{x\in X:f(x)<g(x)\}}. Segue che:
{\displaystyle \int _{X}(g-f)^{+}\,d\mu =0=\int _{X}(g-f)^{-}\,d\mu }
sicché {\displaystyle (g-f)^{+}=0} quasi ovunque. Accade lo stesso per {\displaystyle (g-f)^{-}}, e così {\displaystyle f=g} quasi ovunque.

### Misure positiveσ-finite
Se {\displaystyle \mu } e {\displaystyle \nu } sono σ-finite, allora {\displaystyle X} può essere scritto come l'unione di una successione {\displaystyle \{B_{n}\}_{n}} di insiemi disgiunti in {\displaystyle \Sigma }, ognuno dei quali ha misura finita sia rispetto a {\displaystyle \mu } che {\displaystyle \nu }. Per ogni n esiste una funzione {\displaystyle \Sigma }-misurabile {\displaystyle f_{n}:B_{n}\to [0,+\infty )} tale che:
{\displaystyle \nu (A)=\int _{A}f_{n}\,d\mu }
per ogni sottoinsieme {\displaystyle A\in B_{n}} che è {\displaystyle \Sigma }-misurabile. L'unione {\displaystyle f} di tali funzioni è la funzione richiesta. Come per l'unicità, dato che ogni {\displaystyle f_{n}} è unica quasi ovunque (relativamente a {\displaystyle \mu }), lo è anche {\displaystyle f}.

### Misure con segno e complesse
Se {\displaystyle \nu } è una misura σ-finita con segno, si può utilizzare la decomposizione di Hahn–Jordan {\displaystyle \nu =\nu ^{+}-\nu ^{-}} dove una delle due misure è finita. Applicando i precedenti risultati si ottengono due funzioni {\displaystyle g,h:X\to [0,+\infty )} che soddisfano il teorema di Radon–Nikodym per {\displaystyle \nu ^{+}} e {\displaystyle \nu ^{-}} rispettivamente, di cui almeno una è μ-integrabile. La funzione {\displaystyle f=g-h} soddisfa le proprietà richieste, compresa l'unicità in quanto sia {\displaystyle g} che {\displaystyle h} sono uniche quasi ovunque.
Se {\displaystyle \nu } è complessa, può essere decomposta come {\displaystyle \nu =\nu _{1}+i\nu _{2}}, dove sia {\displaystyle \nu _{1}} che {\displaystyle \nu _{2}} sono misure finite con segno. Procedendo come sopra, si ottengono due funzioni {\displaystyle g,h:X\to [0,+\infty )} che soddisfano le proprietà richieste per {\displaystyle \nu _{1}} e {\displaystyle \nu _{2}} rispettivamente. La funzione cercata è dunque {\displaystyle f=g+ih}.